# Тюрьма Трубецкого бастиона
Тюрьма Трубецкого бастиона — существовавшая в 1872—1921 г. в Петропавловской крепости тюрьма для политических заключенных. В настоящее время используется как музей.

## История
Тюрьма была построена в 1870—1872 годах по проекту инженеров К. П. Андреева и М. А. Пасыпкина. Двухэтажное, пятиугольное в плане здание было возведено на месте разобранных внутренних стен Трубецкого бастиона. Первоначально в тюрьме было 73 одиночных камеры, а с 1878 года их стало 69. Эта тюрьма была главной следственной тюрьмой для обвиняемых в политических преступлениях. В ней была создана строжайшая система одиночного заключения, целью которой была полная изоляция заключенного от внешнего мира и других арестантов. Охрана тюрьмы осуществлялась единственной в стране специальной Наблюдательной командой, с 1880 года к ним была добавлена команда жандармских наблюдателей.
В 1880—1884 годах в Трубецком бастионе содержались и осужденные к каторге политические заключенные, для них был создан исключительно суровый режим (запрет пользования книгами (первоначально выдавалось лишь Евангелие, затем — Библия), курения, свиданий, переписки, постель должна была состоять из войлока вместо матраца и подушки, набитой соломой).
3 февраля 1879 году в тюрьме произошли беспорядки из-за отказа в отпуске табака одному из заключенных. Заключенные потребовали улучшения режима и, когда требования не были исполнены, выразили свой протест стуком, битьем в двери, поломкой мебели. Они были связаны и избиты солдатами. Была объявлена голодовка, продолжавшаяся несколько дней. В результате этого требования заключенных были удовлетворены, но лишь частично.
Десятки узников тюрьмы в результате строгого одиночного заключения заболели психически; М. Ветрова совершила самосожжение в камере в 1897 году, что вызвало протесты на воле.
В 1872—1917 годах заключенными тюрьмы были более полутора тысяч человек. В 1870—1880-х годах в тюрьме содержались революционеры-народники П. А. Кропоткин, Г. А. Лопатин, В. Н. Фигнер, А. И. Желябов, Н. А. Морозов, А. И. Ульянов, М. Ф. Ветрова и многие другие, в 1890-е — 1900-е годы — эсеры Г. А. Гершуни, Б. В. Савинков, Е. К. Брешко-Брешковская, В. М. Чернов, С. В. Балмашёв, З. В. Коноплянникова, члены Союза борьбы за освобождение рабочего класса и РСДРП Н. Э. Бауман, А. С. Шаповалов, П. Н. Лепешинский, М. А. Ольминский; в период революции 1905—1907 годов — писатель М. Горький и другие члены депутации, протестовавшие против расстрела демонстрации 9 января 1905 г.; члены Петербургского Совета рабочих депутатов Л. Д. Троцкий, А. Л. Парвус.
Во время Февральской революции 1917 года в тюрьму Трубецкого бастиона были заключены бывшие министры, руководители политической полиции и другие лица, следствие по делам которых вела Чрезвычайная следственная комиссия Временного правительства. Во время Октябрьской революции 1917 г. в тюрьму были заключены члены Временного правительства, затем участники выступления юнкеров 29 октября. В ноябре 1917 г. узниками тюрьмы стали лидеры запрещенной партии кадетов П. Д. Долгоруков, А. И. Шингарев и Ф. Ф. Кокошкин. Камеры тюрьмы были превращены в общие, одиночный режим применялся лишь к отдельным арестованным.
С декабря 1917 года тюрьма вошла в систему тюрем ВЧК. Официально тюрьма Трубецкого бастиона была закрыта в марте 1918 года. Но, несмотря на это, здание использовалось для содержания заключенных вплоть до 1921 года. В 1919 году её узниками были 4 великих князя (братья Николай Михайлович и Георгий Михайлович, Павел Александрович и Дмитрий Константинович), которые затем были расстреляны. В годы Красного террора (1917—1921) на территории Петропавловской крепости в районе Головкина бастиона между крепостной стеной и Кронверкским проливом проводились расстрелы. В 2007 году на территории крепости было обнаружено массовое захоронение жертв Красного террора.
Тюрьма стала музеем в 1924 году.

## Галерея
- Общий вид одиночной камеры
- Тюремный коридор , камеры открыты
- Тюремные надзиратели
- Тюремная камера